# جبل المصلى
جبل المصلى هو أحد الجبال التي تقع بين قرية كفيرت وبلدة يعبد. وفي قمته مكان مصلى نبي الله ورسوله إبراهيم عليه السلام كما ذكرت الروايات التاريخية. وقد سمي بالمصلى كناية عن مكان تعبد سيدنا إبراهيم أثناء نزوله في هذه المنطقة، ويُعرفُ هذا الجبل بروعة خضرته وكثرة الأعشاب فيه، ولعل إبراهيم عليه السلام كان يقصده خلال بحثه عن أماكن خضراء يرعى فيها الغنم أثناء ترحاله.
وسميت بلدة يعبد بهذا الاسم نسبة إلى المعبد أو المصلى الذي كان على قمة الجبل، ويرجع تاريخها إلى نبينا إبراهيم عليه السلام، وتعود تسميتها إلى تحريف كلمة معبد أي مكان صلاة سيدنا إبراهيم.
طبيعتها جبلية حرجية خضراء خلابة.